# جیکنت
جیکنت (انگلیسی: Geeknet) شرکت بازی ویدئویی آمریکایی است، که در سال ۱۹۹۳ تأسیس شد.